# Gerichtsbezirk Wieliczka
Der Gerichtsbezirk Wieliczka war ein dem Bezirksgericht Wieliczka unterstehender Gerichtsbezirk im Kronland Galizien und Lodomerien. Er umfasste Gebiete im Westen Galiziens. Zentrum und Gerichtssitz des Gerichtsbezirks war die Stadt Wieliczka. Nach dem Ersten Weltkrieg musste Österreich den gesamten Gerichtsbezirk an Polen abtreten. Das Gebiet ist heute Teil der Woiwodschaft Kleinpolen.

## Geschichte
Nachdem im Juni 1849 die allgemeinen Grundzüge der Gerichtsverfassung in den Kronländern durch Kaiser Franz Joseph I. genehmigt worden waren, legten die Ministerien des Inneren, der Finanz und der Justiz 1854 die neue Verwaltungs- und Justizeinteilung fest. Auf oberster Ebene wurden die beiden Verwaltungsgebiete Krakau (Westgalizien) und Lemberg (Ostgalizien) geschaffen, darunter folgten die Kreise und die Bezirke. Bei den Bezirkämtern handelte es sich vorerst um gemischte Behörden, denen Aufgaben der Politik, Verwaltung und Justiz zukamen. Die Bezirksgerichte waren dabei Teil der Bezirksämter und der Gerichtsbezirk deckungsgleich mit dem Verwaltungsbezirk.
Die Errichtung dieser gemischten Bezirksämter wurde schließlich per 29. September 1855 amtswirksam, wobei der Bezirk bzw. Gerichtsbezirk Wieliczka aus den Gemeinden Badeny, Biękowice, Bilczyce, Biskupice, Bodzanów, Chorągwica, Dziekanowice, Fałkowice, Gdów mit Grzybowa, Gorzków, Grabie, Grabówka mit Babiny, Grajów, Horn, Janowice, Janówka, Jawczyce, Jaworski, Kokotów mit Sledziejowice, Konopka mit Trapki und Daczyce, Koźmice Małe, Koźmice Wielkie, Krzyszkowice, Kunice, Łażany, Lednica mit Mierżączka, Mietniów, Niżowa, Nowa Wieś, Pawlikowice mit Faszyce, Przebieczany, Raciborsko mit Witkowice, Rożnowa, Sędzimir, Sieraków mit Zbyszówka, Siercza mit Klasne und Wolica, Stawkowice mit Brzezowa, Strumiany, Sułków, Sułów, Surówki mit Kawka, Sygneczów mit Sroszyce, Szczygłów, Tomaszkowice, Wieliczka mit Dąbrówka, Winiary mit Rudnik und Hucisko, Wola Dobranowska, Wola podlazanska mit Zabłocie, Zabawa mit Mała Wieś, Zborówek und Zymbrzeg mit Szczurów gebildet wurde. Im Gerichtsbezirk lebten dabei zu dieser Zeit 23.043 Menschen auf einer Fläche von 5.2 Quadratmeilen. In den Justizbereichen Verbrechen und Vergehen unterstand der Gerichtsbezirk dem Bezirksamt bzw. Bezirksgericht Wieliczka, zuständiger Gerichtshof erster Instanz wurde das Kreisgericht Tarnów. Daneben existierte noch eine Einteilung in Kreise, wobei der Bezirk Wieliczka gemeinsam mit den Bezirken Bochnia, Brzesko, Dobczyce, Niepołomice, Podgorze, Radłów, Wisnicz und dem Woynicz den Kreis Bochnia bildete.
Nachdem die Kreisämter Ende Oktober 1865 abgeschafft wurden und deren Kompetenzen auf die Bezirksämter übergingen, schuf man nach dem Österreichisch-Ungarischen Ausgleich 1867 auch die Einteilung des Landes in zwei Verwaltungsgebiete ab. Zudem kam es im Zuge der Trennung der politischen von der judikativen Verwaltung zur Schaffung von getrennten Verwaltungs- und Justizbehörden. Während die gerichtliche Einteilung weitgehend unberührt blieb und die „reinen“ Bezirksgerichte per 28. Februar 1867 ihren Dienst aufnahmen, fasste man Gemeinden mehrerer Gerichtsbezirke zu Verwaltungsbezirken zusammen. Dadurch wurde der bisherige Bezirk Wieliczka zusammen mit dem Bezirk Podgórze sowie Teilen der bisherigen Bezirke Dobczyce, Skawina und Niepołomice zum politischen Bezirk Wieliczka zusammengeschlossen.
Im Gegensatz zu anderen Kronländern waren durch diese Bestimmungen Gerichtsbezirke auf mehrere politische Bezirke verteilt worden. Um diese Situation zu bereinigen, kam es 1878 zu einer umfassenden Gebietsreform der Gerichtsbezirke, wodurch der Gerichtsbezirk Wieliczka die Gemeinden Bielczyce, Dziekanowice, Falkowice, Gdów, Grzybowa ad Gdów, Hucisko, Kunice I. und II. Theil, Niżowa, Nowa Wieś, Rudnik, Sieraków, Winiary und Zbyszkówka ad Sieraków per 1. August 1878 an den Gerichtsbezirk Dobczyce abgeben musste. Im Gegenzug wurde der Gerichtsbezirk Wieliczka um die Gemeinden Suchoraba, Slomirog, Wegrzec wielki, Wegrzec maly, Zagorze, Zakrzow, Zakrzowiec und Ochmanow aus dem Gerichtsbezirk Niepołomice sowie die Gemeinden Berzanow, Czechowka, Kaim, Kawecin, Lyczanka, Ochojne dolne, Ochojne gorne, Podstolice, Przewoz, Rybitwy, Rzaka, Rzeszotary, Siepraw, Stokowice und Zakliczyn aus dem Gerichtsbezirk Podgórze erweitert. In der Folge bestand der Bezirk Wieliczka nur noch aus den Gerichtsbezirken Dobczyce, Podgórze, Skawina und Wieliczka.
Der Gerichtsbezirk Wieliczka bestand bei der Volkszählung 1900 nach den vorangegangenen Gebietsveränderungen und Gemeindezusammenlegungen aus den 65 Gemeinden bzw. 57 gleichnamigen Gutsgebieten Biękowice, Bierzanów, Biskupice, Bodzanów, Bogrucice, Brzegi, Bugak, Byszyce, Chorągwica, Czarnochowice, Czechówka, Dobranowice, Gorzków, Grabie, Grabówki, Grajów, Janówka, Janowice, Jawczyce, Klasno, Kokotów, Koźmice Małe, Koźmice Wielkie, Krzyszkowice, Łażany, Ledenica Górna, Ledenica Niemiecka, Lyczanka, Mała Wieś, Mietniów, Ochmanów, Ochojno, Pawlikowice, Podstolice, Przebieczany, Przewóz, Raciborsko, Rożnowa, Rybitwy, Rżąka, Rzeszotary, Siepraw, Siercza, Sławkowice, Śledziejowice, Słomiróg, Stojowice, Strumiany, Suchoraba, Sułków, Sułów, Surówki, Sygneczów, Szczygłów, Tomaszkowice, Trąbki, Wegrzec Wielkie, Wieliczka, Wola Podlazanska, Zabawa, Zabłocie, Zagórze, Zakliczyn, Zakrzów und Zborówek. Hatte die Bevölkerung 1890 noch 35.565 Menschen umfasst, so lebten hier 1900 37.455 Menschen. Auf dem 223,49 km² großen Gebiet lebten dabei fast ausschließlich Menschen mit polnischer Umgangssprache und römisch-katholischem Glauben. Hinzu kamen größere jüdische Gemeinden in Wieliczka und Klasno.